# Ernst Eugen Veselsky

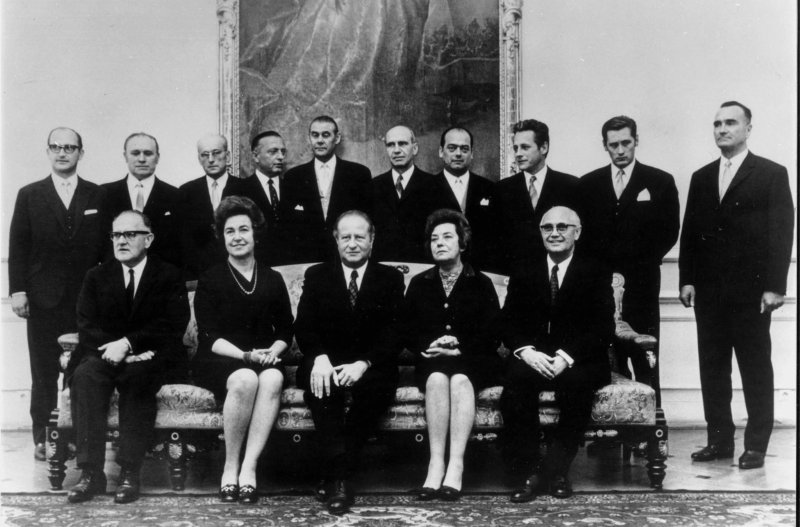
Ernst Eugen Veselsky (stehend, erster von links) im Kabinett Kreisky I (1970)

Ernst Eugen Veselsky (* 2. Dezember 1932 in Wien; † 29. Juni 2014 in Villach) war österreichischer Wirtschaftswissenschaftler und Politiker (SPÖ).

## Leben
Ernst Eugen Veselsky studierte an der Universität Wien Rechtswissenschaft und Nationalökonomie. 1950 schloss er sich den sozialistischen Studenten an, deren Vorsitzender er 1953 / 1954 war, und engagierte sich später in der Jungen Generation der SPÖ in Vorarlberg (Vorsitzender 1961–1963). 1956 erwarb er das Doktorat (2006 ehrenhalber goldene Erneuerung für besondere Verdienste in Wissenschaft und Praxis). Von 1956 an war er in verschiedenen Funktionen in der Arbeiterkammer tätig, zuerst in Wien, dann in Vorarlberg, dann bis 1970 neuerlich in Wien, zuletzt 1977–1983 nach seiner Regierungsfunktion.
1965 wurde er Geschäftsführer im Beirat für Wirtschafts- und Sozialfragen der österreichischen Sozialpartner, der speziell in der Zeit der ÖVP-Alleinregierung (Bundesregierung Klaus II) 1966–1970 als wichtiges Gesprächsforum zwischen Exponenten der Regierung und der Opposition fungierte. 1967 übernahm in der SPÖ Bruno Kreisky von Bruno Pittermann den Parteivorsitz.
Ab 1967 widmete sich Veselsky der Rekrutierung und Koordination jener legendären 1400 Experten, die für die SPÖ ein Reformprogramm erarbeiteten, mit dessen Hilfe Kreisky 1970 erst die relative, 1971 dann die absolute Mehrheit gewann. 1967 / 1968 war Veselsky Koordinator der Ökonomischen Versammlung der SPÖ und Hauptautor des SPÖ-Wirtschaftsprogramms 1968. 1968–1970 war er für die SPÖ Mitglied im Generalrat der Nationalbank.
Von 1970, dem ersten Wahlerfolg von mehreren Kreiskys, bis 1986 war Veselsky SPÖ-Abgeordneter zum Nationalrat, von 1986 bis 1988 war er Mitglied des Bundesrates.
Er wurde 1970 von Kreisky als neuem Bundeskanzler zum Staatssekretär im Bundeskanzleramt nominiert, wo er für wirtschaftliche Koordination zuständig war (siehe Bundesregierung Kreisky I, II und III). Mit dem damaligen Finanzminister Hannes Androsch, einem der Stars der SPÖ, hatte Veselsky kein gutes Verhältnis.
Im Herbst 1977 gelangte die Absicht in die Medien, eine so genannte „Luxussteuer“ einzuführen, einen per 1. Jänner 1978 um 10 Prozentpunkte erhöhten Mehrwertsteuersatz auf PKWs und andere dauerhafte Konsumgüter. (Veselsky vermutete, diese Indiskretion sei eine Intrige aus dem Büro Androschs gewesen, der gegen die Steuererhöhungen war.) Kreisky verlangte von Veselsky, das Vorhaben zu dementieren; Veselsky lehnte das wahrheitswidrige Dementi ab und trat am 5. Oktober 1977 als Staatssekretär zurück, Adolf Nußbaumer folgte ihm nach.
2011 erinnerte sich Veselsky an folgenden Dialog mit Kreisky:
Interviewerfrage: Was waren Kreiskys letzte Worte an Sie?
Veselsky: Er sagte: "Wenn ich so überlege du warst der schlechteste Staatssekretär, den ich jemals hatte. Aber du hättest mein bester Minister werden können, nur das Schicksal wollte es nicht."
Klingt versöhnlich.
Veselsky: Ich antwortete: "Du bist die größte Enttäuschung meines Lebens. Ich habe meinen Vater früh verloren. Wenn du mich schlecht behandelt hast, hab ich mir gedacht, das ist Erziehung. Aber das war reiner Sadismus."
Die SPÖ-Fraktion im Parlament wählte ihn in der Folge zu ihrem Wirtschaftssprecher. Die Steuererhöhungen wurden per 1. Jänner 1978 beschlossen.
Von 1980 bis 1995 war Veselsky Vorsitzender des österreichischen Datenschutzrates; in dieser Funktion trat er gegen den Großen Lauschangriff auf. 1995 legte er den Vorsitz zurück, weil die Regierungsparteien SPÖ und ÖVP seiner Meinung nach dem Datenschutz zu wenig Aufmerksamkeit widmeten.
Die Wiener Tageszeitung Der Standard schrieb in einem Nachruf auf Veselsky, er habe zu den ohnehin nicht zahlreichen österreichischen Politikern gezählt, die in Gewissensfragen ihren Grundsätzen treu geblieben sind. Der unbeugsame Sozialdemokrat habe sich mit zwei Rücktritten hohen Respekt erworben. Er wurde am Grinzinger Friedhof bestattet.

## Publikationen
- Wirtschaftswunder ohne Wirtschaftspolitik, Duncker & Humblot, Berlin 1968
- Vom Saldenfetischismus zu rationaler Finanzpolitik, Duncker & Humblot, Berlin 1969
- Österreich 1984 (ein Jahr nach Orwell), Wien 1973
- Social Policies for the 80-ies, OECD, Paris 1979
- Sprengsatz Datenschutz, Wien 1995
- Zukunft Österreichs im nanotechnischen Zeitalter, Wien 2005